# Verkehrsgeschichte
Die Verkehrsgeschichte erforscht die Geschichte des Verkehrs und des Verkehrswesens und ist eine Brückendisziplin zwischen den Verkehrswissenschaften und der Geschichtswissenschaft.
Als eigene Disziplin wurde die Verkehrsgeschichte Ende des 19. Jahrhunderts begründet, damals noch als Bestandteil der Wirtschafts- oder der Technikgeschichte. Heute umfasst sie auch Elemente u. a. der politischen Geschichte, der Verfassungs-, der Sozial-, der Lokal- und Regionalgeschichte und der Wissenschaftsgeschichte.

## Aufgaben
Die Verkehrsgeschichte untersucht beispielsweise:
- die Entwicklung der volkswirtschaftlichen und betriebswirtschaftlichen Produktionsfaktoren (Produktivkräfte) im Verkehrswesen (Verkehrsmittel im weiteren Sinne, also Wege und Anlagen, Fahrzeuge und Energiebereitstellung sowie weitere Arbeitsmittel, Arbeitskraft, Wissen, Organisation u. ä.)
- die Abhängigkeit zwischen Verkehrswesen und jeweiliger Sozialstruktur (Mobilität und Mobilitätskultur, Gesellschaftsordnung, Unternehmensstrukturen u. a.)
- betriebswirtschaftliche und volkswirtschaftliche Aspekte des Verkehrswesens in verschiedenen Epochen
- die politische und militärische Bedeutung des Verkehrswesens
- Langzeitstudien und Bedarfsprognosen
- Technikfolgenabschätzung, Technikbewertung bzw. Verkehrssystembewertung
- Wissensmanagement im Verkehrswesen (Gewinnen, Aufbereiten, Konservieren von Wissen)
- Umbrüche in Verkehrssystemen, siehe auch Verkehrswende

## Arbeitsfelder
Verkehrsgeschichte umfasst insbesondere die Geschichte der
- mobilen und stationären Verkehrsmittel und ihrer Antriebe (Verkehrstechnik)
- Verkehrswege und der Infrastruktur (Verkehrsbauwesen)
- Humanressourcen des Verkehrssystems (z. B. Nutzer, Beschäftigte, Betroffene)
- Organisation (Betriebsplanung, -führung, -sicherung)
- Verkehrswirtschaft und  -politik, Verkehrsplanung
- Historiographie der Theorien (u. a. Geschichte der Verkehrswissenschaften)
- Verkehrsunternehmen, -verbände u. ä.

sowie die Angewandte Verkehrsgeschichte (u. a. Verkehrsmuseologie).

## Institutionen
Bis 2001 war die Disziplin in Deutschland als Lehrstuhl, Institut bzw. Fachbereich an der Hochschule für Verkehrswesen „Friedrich List“ Dresden (1952–1992) bzw. an der Fakultät Verkehrswissenschaften „Friedrich List“ der Technischen Universität Dresden (1992–2001) institutionalisiert. Gegenwärtig wird die Arbeit auf dem Gebiet der Verkehrsgeschichte durch den Arbeitskreis Verkehrsgeschichte im Jungen Forum der DVWG fortgeführt. Weitere Institutionen in Deutschland sind die Deutsche Gesellschaft für Unternehmensgeschichte, der Arbeitskreis Verkehrsgeschichte sowie verschiedene Verkehrsmuseen.
Im Umkreis der französischen Annales-Schule wurden verkehrsgeschichtliche Fragestellungen im Rahmen von wirtschafts- und regionalhistorischen Forschungen behandelt. So trägt eine von Fernand Braudel und Ruggiero Romano 1951 begründete Schriftenreihe der 6. Abteilung der École pratique des hautes études den programmatischen Titel Ports, routes et trafics (Häfen, Straßen und Verkehre).
In Großbritannien forscht an der Universität York das Institute of Railway Studies and Transport History im Bereich der Verkehrsgeschichte.